# Strada trans-africana 2
La strada trans-africana 2 (in inglese Trans-African Highway 2, TAH2), chiamata anche Trans-Sahariana o Algers-Lagos Highway, è un percorso stradale transcontinentale africano della Rete stradale trans-africana.
La TAH2 ha una lunghezza totale di 4.504km, ha origine sulla costa del Mediterraneo nella capitale algerina, e termina sulla costa atlantica nella metropoli nigeriana Lagos.
La prima parte del percorso consiste nell'attraversamento urbano di Algeri dalla cui periferia la TAH2 si inserisce sull'autostrada dell'ovest che segue per circa 40km per poi voltare verso sud inserendosi sull'autostrada A1 Nord-Sud per attraversare il massiccio dell'Atlante. Dopo circa 600km di strade con standard autostradali la TAH2 si presenta a carreggiata unica per affrontare il deserto del Sahara centrale. Asfaltata per tutto il percorso algerino l'attraversamento del Niger si sviluppa in buona parte su strade in sterrato. Dal confine Niger-Nigeria la TAH2 ritorna su strade pavimentate fino al suo terminale meridionale a Lagos.

## Interconnessioni
Nel suo punto di origine ad oriente la TAH2 è collegata alla TAH1 Cairo-Dakar, mentre al terminale occidentale si unische alla TAH7 Dakar–Lagos. Lungo il suo percorso la TAH2 incrocia la TAH5 Dakar-Ndjamena.

## Percorso
In grassetto le capitali di stato.
| Nazione                | Strada                 | Località                 |
| ---------------------- | ---------------------- | ------------------------ |
| Algeria                | Strada nazionale 1     | Algeri (tratto urbano)   |
| Algeria                | Autostrada dell'ovest  | Algeri - Blida           |
| Algeria                | Autostrada A1 Nord-Sud | Blida - Ghardaïa         |
| Algeria                | Strada nazionale 1     | Ghardaïa fino al confine |
| Niger                  |                        |                          |
| Strade non pavimentate | dal confine ad Arlit   |                          |
| Strada nazionale 25    | Arlit - Agadez         |                          |
| Strade non pavimentate | Agadez - Tanout        |                          |
| Strada nazionale 11    | Tanout fino al confine |                          |
| Nigeria                | Strada Regionale F244  | dal confine ad Kano      |
| Nigeria                | Strada nazionale A2    | Kano - Kaduna            |
| Nigeria                | Strada nazionale A125  | Kaduna - Tegina          |
| Nigeria                | Strada nazionale A10   | Tegina - Jebba           |
| Nigeria                | Strada nazionale A1    | Jebba - Ilorin           |
| Nigeria                | Autostrada E1          | Ilorin - Lagos           |